# Première circonscription des Français établis hors de France
La première circonscription des Français établis hors de France est l'une des onze circonscriptions législatives des Français établis hors de France créée lors du redécoupage des circonscriptions législatives françaises de 2010, elle comprend les États-Unis et le Canada, pour une population de 264 898 Français inscrits sur les registres consulaires au 1er janvier 2019 et 259 288 au 1er janvier 2024.
Roland Lescure (RE) est député de cette circonscription depuis le 8 juillet 2024.

## Étendue territoriale
La première circonscription des Français établis hors de France recouvre les pays et circonscriptions consulaires suivantes :
- Canada (100 356 Français inscrits[4])
  - 1re circonscription électorale : circonscriptions consulaires d'Ottawa, Toronto et Vancouver.
  - 2e circonscription électorale : circonscriptions consulaires de Moncton, Halifax, Montréal et Québec.
- États-Unis (164 542 Français inscrits[4])
  - 1re circonscription électorale : circonscriptions consulaires d'Atlanta, Boston, Miami, New York et Washington.
  - 2e circonscription électorale : circonscription consulaire de Chicago.
  - 3e circonscription électorale : circonscriptions consulaires de Houston et La Nouvelle-Orléans.
  - 4e circonscription électorale : circonscriptions consulaires de Los Angeles et San Francisco.

## Problème juridique au Canada
Le gouvernement canadien a fait savoir le 8 septembre 2011 aux représentations diplomatiques à Ottawa qu'il n'acceptait pas que des États étrangers organisent des élections sur son territoire : « le gouvernement du Canada continuera de refuser en principe toute demande d’autres États d’ajouter le Canada à leurs circonscriptions électorales extraterritoriales respectives. En outre, il ne permettra ni aux gouvernements étrangers de mener des campagnes électorales au Canada, ni à des partis politiques ou mouvements étrangers de s’établir au Canada. ». Le ministre français des Affaires étrangères, Alain Juppé, a déclaré le 6 octobre à l'issue d'un entretien avec le premier ministre québécois Jean Charest « Je pense qu'on trouvera une solution pour régler ce problème. Nous en parlons avec les autorités canadiennes, notre ambassadeur (Philippe Zeller) a entrepris un certain nombre de démarches ». Le 4 janvier 2012, le porte-parole adjoint du Quai d'Orsay, Romain Nada, a déclaré que « La participation des Français établis au Canada aux élections législatives françaises de 2012 sera organisée de façon à leur permettre d'exercer pleinement leur droit de vote, dans le respect du droit canadien ».

## Députés
| Législature | Début de mandat | Fin de mandat   | Député élu            |                       | Parti politique | Observations                                                                                              | Suppléant             |
| ----------- | --------------- | --------------- | --------------------- | --------------------- | --------------- | --- | --------------------- |
| XIVe        | 20 juin 2012    | 15 février 2013 | Corinne Narassiguin   |                       | PS              | Élection annulée par le Conseil constitutionnel                                                           | Cyrille Giraud        |
| XIVe        | 10 juin 2013    | 20 juin 2017    | Frédéric Lefebvre     |                       | UMP puis LR     | Élu lors d'une élection partielle                                                                         | Olivier Piton         |
| XVe         | 21 juin 2017    | 21 juin 2022    | Roland Lescure        |                       | LREM            | | Pascale Richard       |
| XVIe        | 22 juin 2022    | 4 août 2022     | Roland Lescure        | Christopher Weissberg | LREM            | |                       |
| XVIe        | 5 août 2022     | 9 juin 2024     | Christopher Weissberg |                       | LREM            | Devient député après la nomination de Roland Lescure comme ministre de l'industrie du gouvernement Borne. | ——                    |
| XVIIe       | 18 juillet 2024 | en cours        | Roland Lescure        |                       | RE              | | Christopher Weissberg |

## Résultats électoraux

### Élections législatives de 2012
Le 17 juin 2012, Corinne Narassiguin du Parti socialiste est élue députée au second tour des élections législatives françaises de 2012 de cette circonscription des Français établis hors de France en récoltant 54,01 % des suffrages face à Frédéric Lefebvre (UMP).
| Candidat       | Candidat               | Parti          | Premier tour | Premier tour | Second tour | Second tour |
| Candidat       | Candidat               | Parti          | Voix         | %            | Voix        | %           |
| -------------- | ---------------------- | -------------- | ------------ | ------------ | ----------- | ----------- |
|                | Corinne Narassiguin    | PS-EELV        | 12 529       | 39,65        | 15 782      | 54,01       |
|                | Frédéric Lefebvre      | UMP            | 6 977        | 22,08        | 13 441      | 45,99       |
|                | Émile Servan-Schreiber | DVD            | 2 115        | 6,69         |             |             |
|                | Julien Balkany         | DVD            | 2 089        | 6,61         |             |             |
|                | Antoine Treuille       | DVD            | 1 611        | 5,10         |             |             |
|                | Carole Granade         | MoDem          | 1 561        | 4,94         |             |             |
|                | Claire Savreux         | FN             | 1 355        | 4,29         |             |             |
|                | Céline Clément         | FG             | 901          | 2,85         |             |             |
|                | Gérard Michon          | UMP diss.      | 705          | 2,23         |             |             |
|                | Philippe Manteau       | ARES-NC-PLD    | 447          | 1,41         |             |             |
|                | Raphael Clayette       | PP             | 409          | 1,29         |             |             |
|                | Christophe Navel       | Centre gauche  | 403          | 1,28         |             |             |
|                | Stéphanie Bowring      | PRG-GE         | 328          | 1,04         |             |             |
|                | Karel Vereycken        | SeP            | 119          | 0,38         |             |             |
|                | Robert Temene          | DVD            | 17           | 0,05         |             |             |
|                | Jean-Michel Vernochet  | RIC            | 17           | 0,05         |             |             |
|                | Louis Le Guyader       | DVD            | 10           | 0,03         |             |             |
|                | Mike Remondeau         | SE             | 6            | 0,02         |             |             |
|                |                        |                |              |              |             |             |
| Inscrits       | Inscrits               | Inscrits       | 156 683      | 100,00       | 156 645     | 100,00      |
| Abstentions    | Abstentions            | Abstentions    | 124 725      | 79,60        | 126 776     | 80,93       |
| Votants        | Votants                | Votants        | 31 958       | 20,40        | 29 869      | 19,07       |
| Blancs et nuls | Blancs et nuls         | Blancs et nuls | 358          | 1,12         | 646         | 2,16        |
| Exprimés       | Exprimés               | Exprimés       | 31 599       | 98,88        | 29 223      | 97,84       |

Le 15 février 2013, le Conseil constitutionnel déclare Corinne Narassiguin inéligible pour une durée d'un an, en raison de la violation des articles L. 52-6 et L. 330-7  du code électoral. Il lui est reproché l'ouverture de deux comptes bancaires dont un à l'étranger, alors que les candidats sont tenus à n'utiliser qu'un seul compte afin d'assurer la traçabilité des opérations financières d'une campagne. Le Conseil constitutionnel a justement mis en cause l'impossibilité de retracer ces opérations, justifiant sa décision par le « caractère substantiel des obligations méconnues ». Cette décision entraîne l'annulation de l'élection.

### Élection partielle de 2013
Compte tenu de l'invalidation de l’élection de juin 2012, une nouvelle élection a lieu les 25 mai et 8 juin 2013. Elle est remportée par Frédéric Lefebvre (UMP).
| Candidat       | Candidat                | Parti          | Premier tour | Premier tour | Second tour | Second tour |
| Candidat       | Candidat                | Parti          | Voix         | %            | Voix        | %           |
| -------------- | ----------------------- | -------------- | ------------ | ------------ | ----------- | ----------- |
|                | Frédéric Lefebvre       | UMP            | 5 863        | 29,15        | 10 937      | 53,72       |
|                | Franck Scemama          | PS             | 5 024        | 24,98        | 9 423       | 46,28       |
|                | Damien Regnard          | DVD            | 2 548        | 12,67        |             |             |
|                | Louis Giscard d'Estaing | UDI            | 1 735        | 8,63         |             |             |
|                | Cyrille Giraud          | EELV           | 1 486        | 7,39         |             |             |
|                | Nicolas Druet           | MoDem          | 1 208        | 6,01         |             |             |
|                | Céline Clément          | FG             | 835          | 4,15         |             |             |
|                | Thierry-Franck Fautre   | RBM            | 751          | 3,73         |             |             |
|                | Véronique Vermorel      | PP             | 502          | 2,50         |             |             |
|                | Pauline Czartoryska     | SE             | 55           | 0,27         |             |             |
|                | Nicolas Rousseaux       | DVD            | 53           | 0,26         |             |             |
|                | Karel Vereycken         | SP             | 50           | 0,25         |             |             |
|                |                         |                |              |              |             |             |
| Inscrits       | Inscrits                | Inscrits       | 151 770      | 100,00       | 151 793     | 100,00      |
| Abstentions    | Abstentions             | Abstentions    | 131 334      | 86,53        | 130 703     | 86,11       |
| Votants        | Votants                 | Votants        | 20 436       | 13,47        | 21 090      | 13,89       |
| Blancs et nuls | Blancs et nuls          | Blancs et nuls | 326          | 1,60         | 730         | 3,46        |
| Exprimés       | Exprimés                | Exprimés       | 20 110       | 98,40        | 20 360      | 96,54       |

### Élections législatives de 2017
Député sortant : Frédéric Lefebvre (Les Républicains).
| Candidat                                                                                         | Candidat                           | Parti et coalition              | Premier tour | Premier tour   | Second tour | Second tour    |
| Candidat                                                                                         | Candidat                           | Parti et coalition              | Voix         | %              | Voix        | %              |
| ------------------------------------------------------------------------------------------------ | ---------------------------------- | ------------------------------- | ------------ | -------------- | ----------- | -------------- |
|                                                                                                  | Roland Lescure                     | La République en marche         | 21 286       | 57,53          | 19 650      | 79,73          |
|                                                                                                  | Frédéric Lefebvre (député sortant) | Les Républicains et UDI         | 5 377        | 14,53          | 4 995       | 20,27          |
|                                                                                                  | Clémentine Langlois                | La France insoumise             | 3 333        | 9,01           |             |                |
|                                                                                                  | Yan Chantrel                       | Parti socialiste et PRG         | 3 124        | 8,44           |             |                |
|                                                                                                  | Jocelyne Le Boulicaut              | Europe Écologie Les Verts       | 1 073        | 2,90           |             |                |
|                                                                                                  | Damien Regnard                     | Divers droite                   | 858          | 2,32           |             |                |
|                                                                                                  | Denis Franceskin                   | Front national                  | 748          | 2,02           |             |                |
|                                                                                                  | Christine Agathon-Burton           | Union populaire républicaine    | 286          | 0,77           |             |                |
|                                                                                                  | David Lawson                       | Divers                          | 170          | 0,46           |             |                |
|                                                                                                  | Fanny Etter                        | Divers (#MaVoix)                | 146          | 0,39           |             |                |
|                                                                                                  | Vincent Boileau-Autin              | Mouvement des progressistes     | 145          | 0,39           |             |                |
|                                                                                                  | David Sanchez David                | Nouvelle Donne                  | 144          | 0,39           |             |                |
|                                                                                                  | Laure Pascarel                     | Divers gauche                   | 107          | 0,29           |             |                |
|                                                                                                  | Julie Morel                        | Parti communiste français       | 99           | 0,27           |             |                |
|                                                                                                  | Arnaud Dumas de Rauly              | Divers (À nous la démocratie !) | 72           | 0,19           |             |                |
|                                                                                                  | Élise Desaulniers                  | Parti animaliste                | 26           | 0,07           |             |                |
|                                                                                                  | Florent Fernandez                  | Parti pirate                    | 3            | 0,01           |             |                |
|                                                                                                  | Balie Topla                        | SE                              | 0            | 0,00           |             |                |
|                                                                                                  |                                    |                                 |              |                |             |                |
|                                                                                                  |                                    |                                 | Nombre       | % des inscrits | Nombre      | % des inscrits |
| Inscrits                                                                                         | Inscrits                           | Inscrits                        | 200 205      | 100,00         | 200 179     | 100,00         |
| Abstentions                                                                                      | Abstentions                        | Abstentions                     | 162 896      | 81,36          | 174 022     | 86,93          |
| Votants                                                                                          | Votants                            | Votants                         | 37 309       | 18,64          | 26 157      | 13,07          |
|                                                                                                  |                                    |                                 |              | % des votants  |             | % des votants  |
| Bulletins blancs                                                                                 | Bulletins blancs                   | Bulletins blancs                | 58           | 0,16           | 1 158       | 4,43           |
| Bulletins nuls                                                                                   | Bulletins nuls                     | Bulletins nuls                  | 254          | 0,68           | 354         | 1,35           |
| Suffrages exprimés                                                                               | Suffrages exprimés                 | Suffrages exprimés              | 36 997       | 99,16          | 24 645      | 94,22          |
|                                                                                                  |                                    |                                 |              |                |             |                |
| Source : Ministère de l'Intérieur - Première circonscription des Français établis hors de France |                                    |                                 |              |                |             |                |

### Élections législatives de 2022
Député sortant : Roland Lescure (La République en marche).
| Résultats des élections législatives des 12 et 19 juin 2022 de la 1re circonscription des Français de l'Étranger |                          |                                             |                          |              |              |             |             |
| Candidat | Candidat                 | Parti et coalition                          | Nuance                   | Premier tour | Premier tour | Second tour | Second tour |
| Candidat | Candidat                 | Parti et coalition                          | Nuance                   | Voix         | %            | Voix        | %           |
| | Roland Lescure           | LREM (ENS)                                  | ENS                      | 18 236       | 35,88        | 30 268      | 55,63       |
| | Florence Roger           | LFI (NUPES)                                 | NUP                      | 16 993       | 33,43        | 24 145      | 44,37       |
| | Gérard Michon            | UCE (ÉMP)                                   | DVD                      | 5 439        | 10,70        |             |             |
| | Franck Bondrille         | ASFE                                        | DVD                      | 2 699        | 5,31         |             |             |
| | Alain Ouelhadj           | REC                                         | REC                      | 2 620        | 5,15         |             |             |
| | Patrick Caraco           | LR (UDC)                                    | LR                       | 2 381        | 4,68         |             |             |
| | Jennifer Adam            | RN                                          | RN                       | 1 013        | 1,99         |             |             |
| | James Regis              | LP (UPF)                                    | DSV                      | 498          | 0,98         |             |             |
| | Isabelle Amaglio-Térisse | LRDG (Fédération de la gauche républicaine) | DVG                      | 482          | 0,95         |             |             |
| | Emmanuel Itier           | RES                                         | DVD                      | 258          | 0,51         |             |             |
| | Yann Réminiac            | PB                                          | REG                      | 172          | 0,34         |             |             |
| | Laisely Parat-Edom       | PRG                                         | RDG                      | 37           | 0,07         |             |             |
| Votes valides | Votes valides            | Votes valides                               | Votes valides            | 50 828       | 98,91        | 56 443      | 96,40       |
| Votes blancs | Votes blancs             | Votes blancs                                | Votes blancs             | 518          | 1,01         | 1 961       | 3,47        |
| Votes nuls | Votes nuls               | Votes nuls                                  | Votes nuls               | 41           | 0,08         | 69          | 0,12        |
| Total | Total                    | Total                                       | Total                    | 51 387       | 100          | 56 443      | 100         |
| Abstention | Abstention               | Abstention                                  | Abstention               | 189 591      | 78,68        | 184 549     | 76,58       |
| Inscrits / participation                                                                                         | Inscrits / participation | Inscrits / participation                    | Inscrits / participation | 240 978      | 21,32        | 240 992     | 23,42       |

### Élections législatives de 2024
Député sortant : Roland Lescure, suppléé par Christopher Weissberg (Renaissance).
| Candidat,                | Candidat,                | Parti et coalition       | Nuance                   | Premier tour | Premier tour | Second tour | Second tour |
| Candidat,                | Candidat,                | Parti et coalition       | Nuance                   | Voix         | %            | Voix        | %           |
| ------------------------ | ------------------------ | ------------------------ | ------------------------ | ------------ | ------------ | ----------- | ----------- |
|                          | Roland Lescure           | RE                       | ENS                      | 36 363       | 38,84        | 50 333      | 54,25       |
|                          | Oussama Laraichi         | LE                       | NFP                      | 33 822       | 36,12        | 42 439      | 45,75       |
|                          | Jennifer Adam            | RN                       | RN                       | 10 018       | 10,70        |             |             |
|                          | Olivier Piton            | LR et Nouveau Centre     | LR                       | 4 856        | 5,19         |             |             |
|                          | Véronique Jackson        | Divers droite            | DVC                      | 4 643        | 4,96         |             |             |
|                          | Elias Forneris           | Nouvelle Énergie         | DVD                      | 1 414        | 1,51         |             |             |
|                          | Alexandra Pourchet       | Reconquête               | REC                      | 1 357        | 1,45         |             |             |
|                          | Greg Lacoste             | SE                       | DIV                      | 1 090        | 1,16         |             |             |
|                          | Paloma Ladam             | Divers gauche            | DVG                      | 67           | 0,07         |             |             |
|                          |                          |                          |                          |              |              |             |             |
| Votes valides            | Votes valides            | Votes valides            | Votes valides            | 93 630       | 98,81        | 92 772      | 94,79       |
| Votes blancs             | Votes blancs             | Votes blancs             | Votes blancs             | 1 039        | 1,10         | 4 958       | 5,07        |
| Votes nuls               | Votes nuls               | Votes nuls               | Votes nuls               | 90           | 0,09         | 142         | 0,15        |
| Total                    | Total                    | Total                    | Total                    | 94 759       | 100,00       | 97 872      | 100,00      |
| Abstention               | Abstention               | Abstention               | Abstention               | 171 173      | 64,37        | 168 026     | 63,19       |
| Inscrits / participation | Inscrits / participation | Inscrits / participation | Inscrits / participation | 265 932      | 35,63        | 265 898     | 34,89       |